# Bashō (cráter)
Bashō es un cráter de impacto de 75 km de diámetro del planeta Mercurio. Debe su nombre al poeta japonés  Matsuo Bashō (1644-1694), y su nombre fue aprobado por la  Unión Astronómica Internacional en 1979.
Es una característica prominente en la superficie de Mercurio a causa de sus rayos brillantes. Las fotografías de las sondas espaciales Mariner 10 y MESSENGER de la NASA muestran un curioso halo de material oscuro alrededor del cráter.